# Myawaddy
Myawaddy är en stad i Myanmar. Den ligger i delstaten Kayin, i den södra delen av landet, 400 km sydost om huvudstaden Naypyidaw. Myawaddy ligger 206 meter över havet och folkmängden uppgick till cirka 113 000 invånare vid folkräkningen 2014.

## Geografi
Terrängen runt Myawaddy är platt åt nordost, men åt sydväst är den kuperad. Runt Myawaddy är det ganska tätbefolkat, med 67 invånare per kvadratkilometer. Omgivningarna runt Myawaddy är en mosaik av jordbruksmark och naturlig växtlighet.